# Karl Jäger
Karl Jäger (20 de setembro de 1888 – 22 de junho de 1959) foi um oficial da SS e líder do Einsatzkommando que perpetrou atos de genocídio durante o Holocausto.

## Juventude e carreira
Jäger nasceu em Schaffhausen, na Suíça, e se mudou com seu pai para a Alemanha quando tinha 3 anos de idade. Jäger alistou-se no Exército Imperial Alemão no início da Primeira Guerra Mundial, onde recebeu a Cruz de Ferro (1ª Classe) e outros prêmios. Após a guerra, Jäger, um criador de orquestras de profissão, obteve uma posição gerencial na fábrica de orquestras Weber em Waldkirch. Juntou-se ao Partido Nazista em 1923 (partido n ° 30988) e fundou o capítulo local do partido, pelo que ficou conhecido como "Hitler de Waldkirch" entre os Alte Kämpfer (Velhos Lutadores), como aqueles que se juntaram antes do Eleição do Reichstag de setembro de 1930 chamou a si mesmo.
A empresa Weber faliu em 1931, e ele ficou desempregado por vários anos. De acordo com seu próprio relato, ele rejeitou os benefícios de desemprego do governo da República de Weimar, que ele desprezava, então em 1934 ele havia usado todas as suas economias e sua esposa Emma se separou dele, embora o divórcio não tenha sido formalizado até 1940. Em julho de 1933, o deputado NSDAP Führer Rudolf Hess decretou oficialmente que um emprego bem pago deveria ser encontrado para Alte Kämpfer em uma base preferencial.
Jäger juntou-se à SS em 1932 (número de série 62823) e logo construiu uma tropa de 100 homens em sua pequena cidade natal, Waldkirch. Sua ascensão dentro da SS começou em 1935, quando foi designado para Ludwigsburg e depois para Ravensburg. Depois de atrair a atenção de Heinrich Himmler, ele foi chamado para a sede da Sicherheitsdienst (SD) em Berlim em 1938, onde concluiu com sucesso um curso de estudos e foi promovido a chefe do escritório local do SD em Münster em 1939. Durante a invasão do Holanda em 10 de maio de 1940, Jäger foi nomeado comandante do Einsatzkommando 3, Uma unidade de Einsatzgruppe A. Além disso, Jäger foi promovido ao posto de Standartenführer, o equivalente a um coronel do exército alemão, no mesmo ano.

## Assassinatos em massa na Europa Oriental

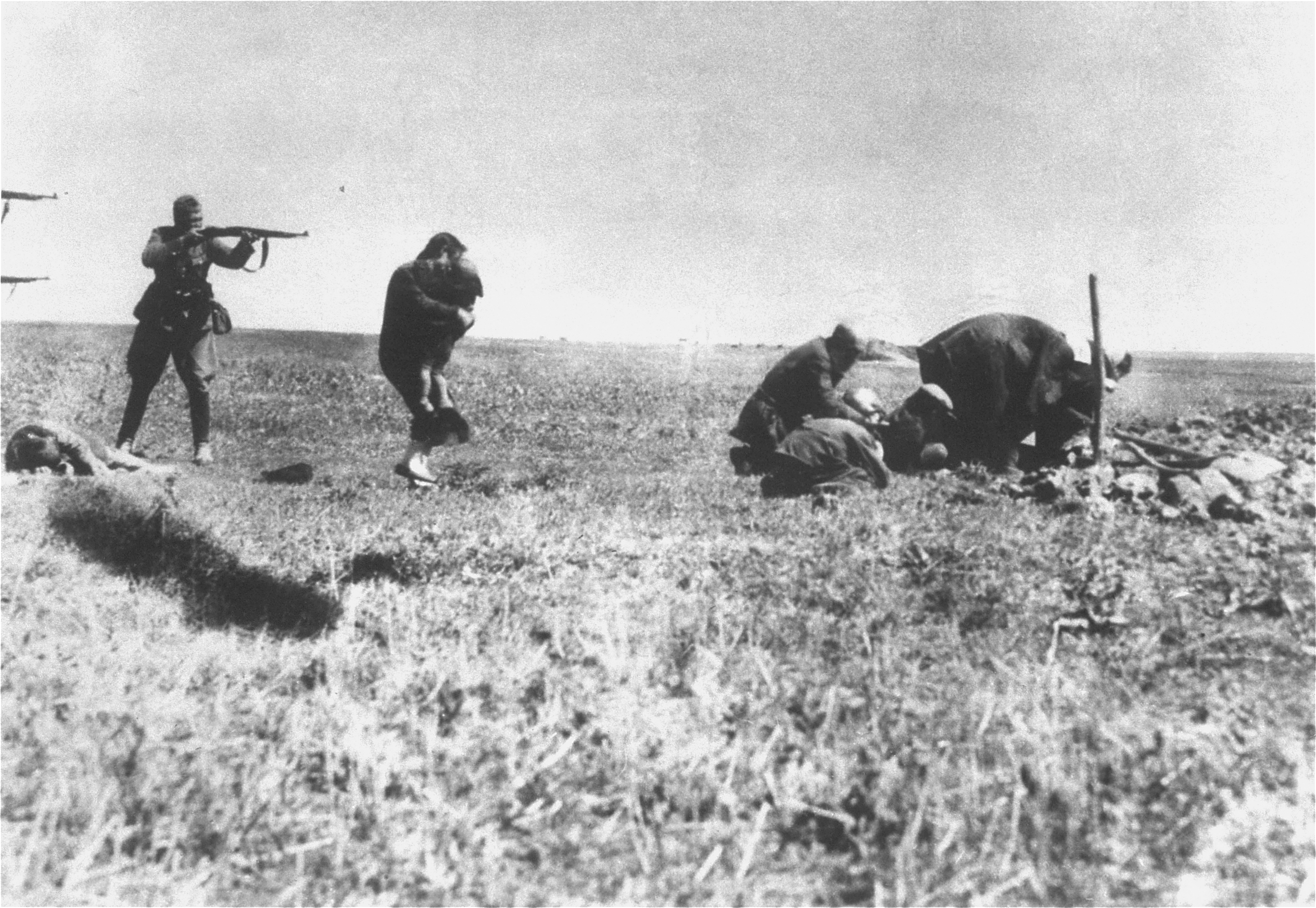
Einsatzgruppen matando pessoas em 1942 na Ucrânia em Ivangorod. Jäger organizou milhares de assassinatos como esses.

Jäger foi fundamental na destruição brutal e sistemática da comunidade judaica da Lituânia. De julho de 1941 a setembro de 1943, Jäger serviu como comandante do SD Einsatzkommando 3a, uma subunidade do Einsatzgruppe A sob o comando de Franz Walter Stahlecker, em Kaunas. Sob o comando de Jäger, o Einsatzkommando, com a ajuda de lituanos, atirou em homens, mulheres e crianças judeus indiscriminadamente. Ele perpetrou os massacres do Nono Fort em novembro de 1941.
 

Durante esse tempo, relatórios detalhando atos calculados de assassinato em massa eram rotineiramente submetidos a seus superiores. Alguns desses relatórios sobreviveram à guerra e são coletivamente chamados de "Relatório Jäger" de 2 de julho de 1941 a 25 de novembro de 1941 [Atualizado em 9 de fevereiro de 1942]. Reatribuído de volta à Alemanha perto do final de 1943 após um colapso nervoso ocasionado pelos assassinatos em massa de que participou, Jäger foi nomeado comandante do SD em Reichenberg nos Sudetos, e impedido de novas promoções devido ao que as SS consideraram " falta de coragem".

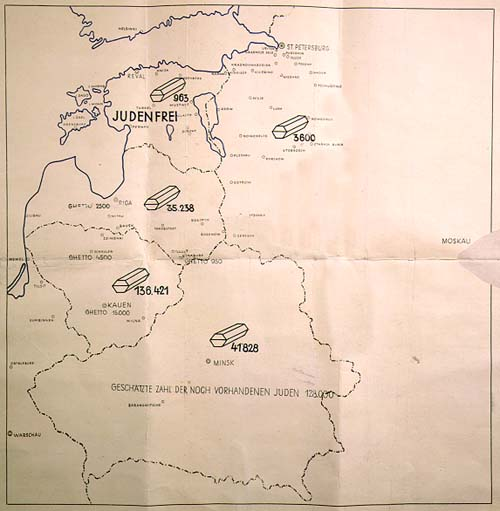
Map Stahlecker anexado a seu relatório para Reinhard Heydrich usando a contagem de execução do relatório de Jäger atualizado.

## Relatório Jäger
| Relatório Jäger | Relatório Jäger | Relatório Jäger |
| --------------- | --------------- | --------------- |
|                 |                 |                 |
| Mês             | Incrições       | Mortos          |
| Junho           | 1 entrada       | 4 000           |
| Julho           | 20 entradas     | 4 400           |
| Augusto         | 33 entradas     | 47 906          |
| Setembro        | 38 entradas     | 40 997          |
| Outubro         | 12 entradas     | 31 829          |
| Novembro        | 10 entradas     | 8 211           |

As ações do Einsatzkommando 3, incluindo o esquadrão de extermínio Rollkommando Hamann, foram computadas pelo próprio Jäger. O relatório mantém em execução quase que diariamente o total de liquidações de 137 346 pessoas. O "Relatório Jäger" fornece um relato detalhado da violência assassina desse "esquadrão especial" na Lituânia ocupada pelos nazistas.

## Fuga, captura e suicídio
Jäger foi capaz de assimilar de volta à sociedade como um agricultor até que seu relatório foi descoberto em março de 1959. Preso e acusado de seus crimes, Jäger cometeu suicídio enforcando-se na prisão em Hohenasperg enquanto aguardava julgamento em junho de 1959.